# 佐敦廣場

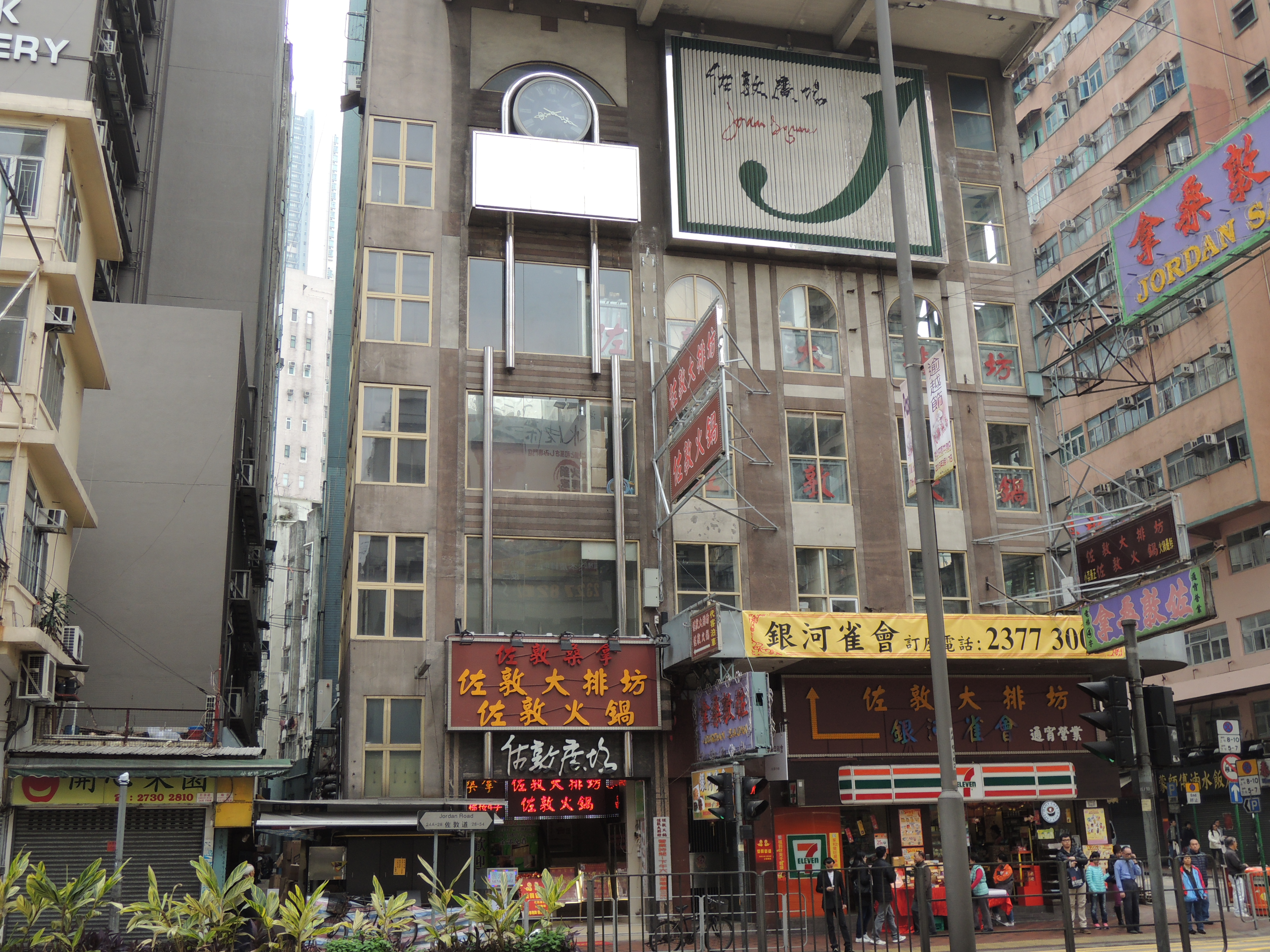
佐敦廣場

佐敦廣場（英語：Jordan Square）是香港一個商場，位於官涌佐敦道28號敦成大廈。
佐敦廣場前身為伯爵酒樓，其後在1992年改建成商場，發展商當年以「消閑新領域，購物In境界」作宣傳標語，聲稱將會成為媲美東京銀座的商場，但業主在1993年收樓後，發現舖位皆為「縮水舖」，實用率只有三成，故此引發當年業主遊行抗議，其中受害人包括著名藝人薛家燕
。後來更在1998年因管理公司撤離而荒廢，聚集了不少癮君子和露宿者。
2010年，有財團以劃一收購價13.8萬元收購佐敦廣場鋪位。
商場四樓一直由佐敦桑拿承租，而一至三樓由2012年6月16日起開設佐敦大牌坊及佐敦火鍋，並在2013年結業。2014年1月起，商場內只有佐敦桑拿。2016年，有報紙報導商場一樓和二樓分別由銀河雀會和一哥私房菜租用，而空置的三樓正在裝修，準備開設食肆，但是該食肆已結束營業。
現時該商場除地面層可供遊人進入外，其他樓層已經被封閉，建築物4樓有一個大鐘，在開幕初期，大鐘下面的金屬物體有時會彈出，內有6個超人裝置旋轉，並播放音樂。

## 備註
1. ↑  佐敦廣場　淪鬧市鬼域 - 新浪網 - 新聞[永久]，2012年5月31日 (四) 01:00 (UTC+8)查閱（繁體中文）
2. ↑  . 太陽報 (香港). 2005年4月6日. （原始内容存档于2016年12月20日）.
3. ↑  佐敦廣場空置逾十年 獲賤價收購 縮水舖薛家燕勁蝕九成 （页面存档备份，存于） 蘋果日報，2010年8月4日
4. ↑  佐敦劏舖10萬易手 24年蝕九成 （页面存档备份，存于） 蘋果日報，2016年4月28日
5. ↑  新聞透視 (1993) 1993.11.21 - 縮水舖/九三年中美高峯會/劫機[] 電視廣播有限公司，1993年11月21日